# Logo (Programmiersprache)
Logo ist eine bildungsorientierte funktionale Programmiersprache, die 1967 von Daniel G. Bobrow, Wally Feurzeig, Seymour Papert und Cynthia Solomon entworfen wurde.
Logo ist leicht zu erlernen und war vor allem in den 1980er Jahren verbreitet, also zur Zeit der Heimcomputer.
In modernen Programmiersprachen wie zum Beispiel in Lingo finden sich einige Möglichkeiten von Logo wieder – teilweise in Form von Objekten.

## Namensgebung
„Logo“ ist kein Akronym. Es wurde von Feurzeig von dem griechischen Wort logos abgeleitet, was hier Wort oder Gedanke bedeutet. Feurzeigs Konzept war es, Worte und Sätze zu manipulieren. Die Turtle-Grafik wurde erst später von Seymour Papert hinzugefügt, als dieser zu dem Projekt stieß.
Beispiel:
PRINT FIRST [Hallo Welt!]
Hallo

## Geschichte
Für die damalige Zeit hatte Logo eine sehr hohe Leistungsfähigkeit dank der dynamischen Listen aus Lisp, frei definierbarer und rekursiv aufrufbarer Funktionen und einiger anderer Elemente. Trotzdem konnte die Programmiersprache sich nicht gegenüber anderen „Anfängerprogrammiersprachen“ wie z. B. BASIC durchsetzen, was auch daran lag, dass sie kindgerecht entwickelt und daher von vielen unterschätzt wurde.
Damals ungewöhnliche Elemente wie z. B. eine dynamische Datentyperkennung sorgten auch für Geschwindigkeitsnachteile. Außerdem widersprach die Philosophie der Programmiersprache dem damals aufkommenden Gedanken der strukturierten Programmierung. Schleifen sind normalerweise nur über Rekursion oder in Listen eingebettete Programmteile realisierbar. Rekursion galt oft als schwer lesbar und beansprucht sehr viel Speicher und Rechenzeit. Ein in Daten eingebetteter und damit zur Laufzeit veränderlicher Code galt als Rezept für unvorhersagbare Programmeigenschaften und in Multiuser-Umgebungen (damit auch in Netzwerken) als Sicherheitsproblem.

## Turtle-Grafik
Die bekannteste Besonderheit von Logo ist Turtle-Grafik, bei der sich eine oder mehrere virtuelle Schildkröten über den Bildschirm bewegen lassen, die bei Bedarf eine farbige Linie hinter sich herziehen. Auf diese Art kann dann eine Zeichnung erstellt werden.
| Die wichtigsten Turtle-Grafik-Befehle in LOGO | Die wichtigsten Turtle-Grafik-Befehle in LOGO | Die wichtigsten Turtle-Grafik-Befehle in LOGO                                             | Die wichtigsten Turtle-Grafik-Befehle in LOGO |
| Befehl                                        | Kurzform                                      | Beschreibung                                                                              | Auf Deutsch |
| --------------------------------------------- | --------------------------------------------- | ----------------------------------------------------------------------------------------- | --- |
| FORWARD länge                                 | FD länge                                      | Die Schildkröte/Igel bewegt sich um eine bestimmte Anzahl von Einheiten nach vorne        | VORWÄRTS länge (VW) |
| BACK länge                                    | BK länge                                      | Die Schildkröte/Igel bewegt sich um eine bestimmte Anzahl von Einheiten zurück            | RÜCKWÄRTS länge (RW) |
| RIGHT winkel                                  | RT winkel                                     | Die Schildkröte/Igel dreht sich um einen bestimmten Winkel nach rechts.                   | RECHTS winkel (RE) |
| LEFT winkel                                   | LT winkel                                     | Die Schildkröte/Igel dreht sich um einen bestimmten Winkel nach links.                    | LINKS winkel (LK) |
| HOME                                          |                                               | Die Schildkröte/Igel bewegt sich zur Mitte des Bildschirms mit Ausrichtung nach oben (0°) | MITTE |
| CLEAN                                         |                                               | Der Bildschirm wird gelöscht, die Position der Schildkröte/Igel ändert sich nicht.        | LÖSCHBILD (LBD) |
| CLEARSCREEN                                   | CS                                            | Löscht den Bildschirm und versetzt die Schildkröte/Igel in die Ausgangsposition zurück    | BILD |
| PENUP                                         | PU                                            | Der Stift wird von der Zeichenfläche genommen.                                            | STIFTHOCH (SH) |
| PENDOWN                                       | PD                                            | Der Stift wird auf die Zeichenfläche gesetzt.                                             | STIFTAB (SA) |
| HIDETURTLE                                    | HT                                            | Die Schildkröte/Igel wird unsichtbar.                                                     | VERSTECKTIGEL (VI) |
| SHOWTURTLE                                    | ST                                            | Die Schildkröte/Igel wird sichtbar.                                                       | ZEIGIGEL (ZI) |
| SETPENCOLOR [r g b]                           | SETPC [r g b]                                 | Dem Stift wird die Farbe in den RGB-Anteilen (0-255) zugeteilt.                           | FARBEIGEL (FI) WEISS BLAU GELB SCHWARZ ROT GRüN LINDE WASSER FUCHSIA SARCELLE OLIVE BRAUN GRAU ORANGE ROSA VIOLETT oder eine Zahl, oder FARBEIGEL RGB [%rot %grün %blau]. |

Turtle-Grafik ist prädestiniert für zweidimensionale geometrische Zeichnungen und fraktale Kurven von der Art der Drachenkurve oder der Hilbert-Kurve.

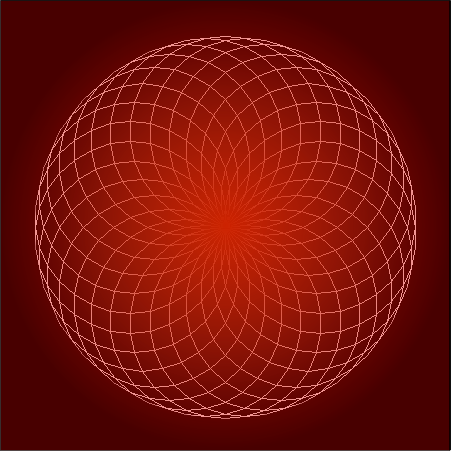
Ein Kreis aus kleineren Kreisen
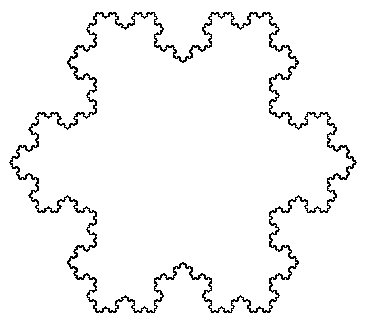
Die Koch’sche Schneeflocke
Ein aufwändigeres Beispiel mit kreisförmig angeordneten Drachen

Das erste Bild wird beispielsweise – allerdings ohne die Farbe – von dem folgenden Programm erzeugt:
```
TO
 N_ECK:ne:sz   
; Definiert eine neue Funktion N_ECK mit zwei Parametern

    
REPEAT
:ne [    
; Wiederholt den folgenden Codeblock:ne mal 

        
RT
 360 /:ne  
; Dreht das Turtle um einen Winkel von 360° /:ne nach rechts

        
FD
:sz     
; Bewegt das Turtle um:sz nach vorne und malt dabei eine Linie

    ]

END
```

```
TO
 MN_ECK:ne:sz  
; Definiert eine neue Funktion M
N_ECK
 mit zwei Parametern

    
REPEAT
:ne [    
; Wiederholt den folgenden Codeblock:ne mal

        
RT
 360 /:ne  
; Dreht das Turtle um einen Winkel von 360° /:ne Grad

        N_ECK:ne:sz 
; Führt 
N_ECK
 aus und malt so das oben definierte 
N_ECK
    ]

END
```

```
MN_ECK 36 20      
; Führt MN_ECK aus und malt so das oben definierte MN_ECK
```

Durch den Aufruf von N_ECK mit einem großen Parameter :ne entsteht der Eindruck eines Kreises. MN_ECK dreht das Turtle oft ein wenig und malt dann einen Kreis, so dass der Eindruck eines großen Kreises entsteht, der wiederum kleine Kreise enthält.
Auf Deutsch (mit DLogo) ist der entsprechende Quellcode:
```
UM
 N_ECK:ne:sz  
// Definiere eine neue Funktion N_ECK mit zwei Parametern

  
WIEDERHOLE
:ne [  
// Wiederholt den folgenden Kodeblock:ne mal

     
RE
 360 /:ne 
// Dreht das Turtle um einen Winkel von 360° /:ne nach rechts

      
VW
:sz   
// Bewegt das Turtle um:sz nach vorne und malt dabei eine Linie

                       ]

ENDE
```

```
UM
 MN_ECK: ne:sz 
// Definiere eine neue Funktion MN_ECK mit zwei Parametern

   
WIEDERHOLE
:ne [   
// Wiederholt den folgenden Kodeblock:ne mal

          
RE
 360 /:ne 
// Dreht das Turtle um einen Winkel von 360° /:ne Grad

                 N_ECK:ne:sz 
// Führe 
N_ECK
 aus und malt so das oben definierte 
N_ECK
                        ]

ENDE
```

```
LÖSCHBILD BESCHLEUNIGE
 MN_ECK 36 20 
// Führt MN_ECK aus und malt so das oben definierte MN_ECK
```